# Мар'янівка (Здолбунівська міська громада)

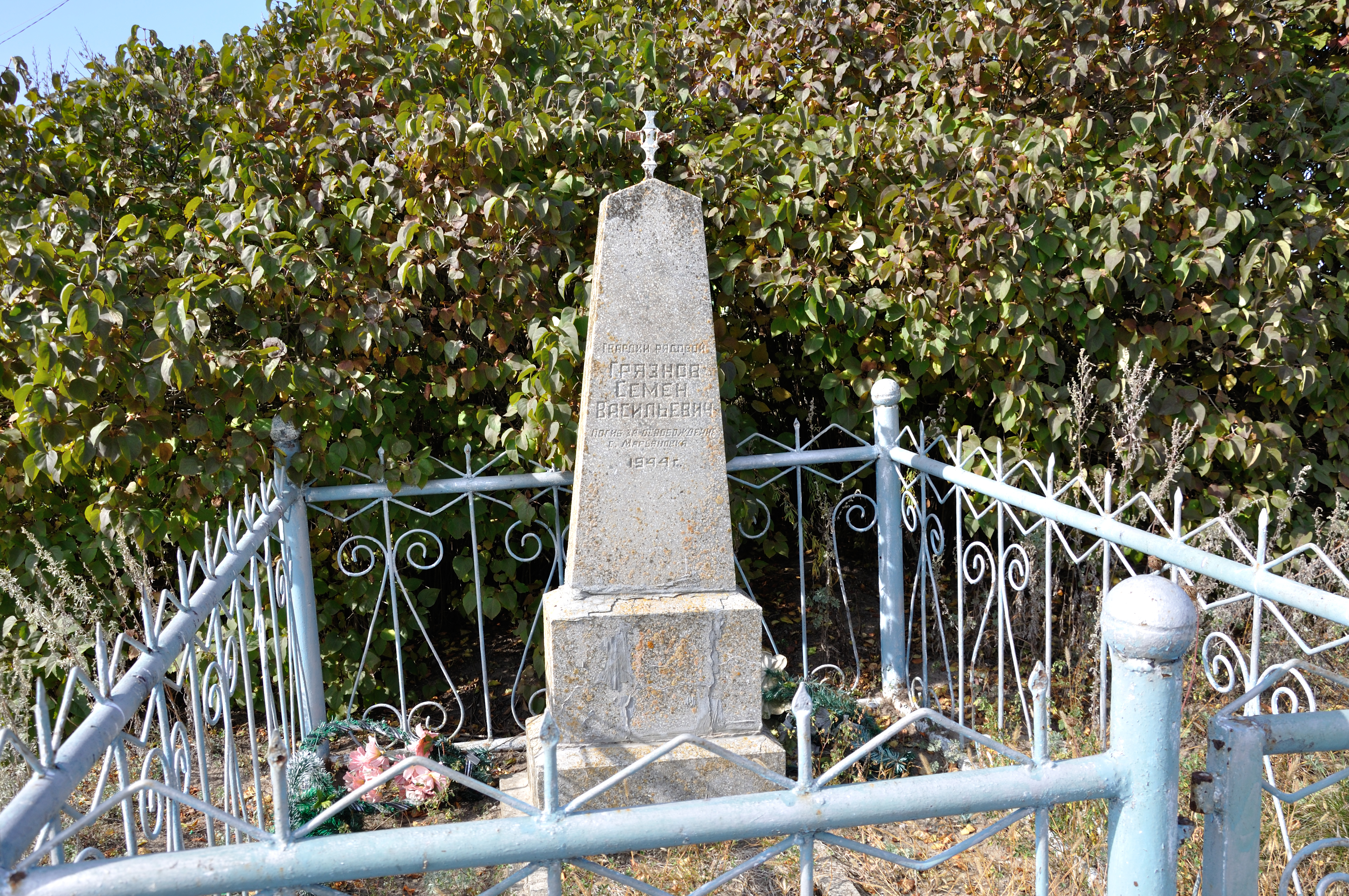
Могила рядового С. В. Грязнова, с. Мар'янівка,.jpg

Мар'я́нівка — село в Україні, у Здолбунівській міській громаді Рівненського району Рівненської області. Населення становить 102 осіб. Відповідно до Розпорядження Кабінету Міністрів України від 12 червня 2020 року № 722-р «Про визначення адміністративних центрів та затвердження територій територіальних громад Рівненської області» увійшло до складу Здолбунівської міської громади.У селі народилась Кухар Ірина Дмитрівна — майстер народного мистецтва художнього плетіння з рослинних матеріалів.

## Населення
Згідно з переписом УРСР 1989 року чисельність наявного населення села становила 99 осіб, з яких 42 чоловіки та 57 жінок.
За переписом населення України 2001 року в селі мешкало 98 осіб. 100 % населення вказало своєю рідною мовою українську мову.